# Marvel Boy (Robert Grayson)
Marvel Boy (Robert Grayson), também conhecido como o "Uraniano", é um personagem ficticio de quadrinhos, um super-herói da Marvel Comics e um dos vários que usaram o nome de "Marvel Boy". Ele foi criado por Stan Lee e Russ Heath e sua primeira aventura foi publicada pela editora Atlas Comics (antigo nome da Marvel) em revista própria (Marvel Boy #1 de dezembro de 1950).

## História da Publicação
Depois da primeira revista, o escritor Bill Everett assumiu a série inclusive com o título da revista mudado para Astonishing a partir do número 3. A última história do Marvel Boy nessa série foi na revista Astonishing número 7 (dezembro de 1951).
Grayson voltaria em história própria na revista What If ("O que aconteceria se...?") número 9 de junho de 1978. Essa versão seria revivida nas minisséries Marvel: The Lost Generation (2001–2002) e Agents of Atlas (2006).

## Biografia ficcional
Robert Grayson nasceu em Trenton,Nova Jérsei, filho do dr. Horace Grabshield (depois americanizado para Grayson). O pai de Robert era um cientista judeu que fugiu da Terra com seu filho pequeno durante a ascensão dos Nazistas na Alemanha. Os Graysons chegaram a Urano, onde foram bem recepcionados pelos Eternos que habitavam o planeta.  Robert ganhou uma vestimenta e um par de poderosos braceletes e retornou à Terra para lutar contra o crime. Um dos vilões que enfrentou foi o Grande Vídeo.

### Cruzado
Robert Grayson apareceria no Universo Marvel como um vilão do Quarteto Fantástico. Aparentemente insano com a destruição por causas naturais da colônia de Urano e a consequente morte de seu pai, ele adotou o nome de Cruzado e perseguiu e tentou matar o banqueiro Calvin McClary (que lhe havia negado recursos para construir uma nave que voltaria ao planeta com remédios para salvar seu pai). Ele acabou por perder o controle sobre seus braceletes (chamados agora de braceletes quânticos) e foi vaporizado.  Seu fantasma apareceu para Quasar com o nome de Marvel Azul.

### Agentes de Atlas
Em 2006, na minissérie Agentes de Atlas foi explicado que o Cruzado não era Robert Grayson mas um Eterno uraniano cirurgicamente alterado que havia recebido os braceletes quânticos com poderes similares aos pertencentes a Marvel Boy. Seu condicionamento levou a que acreditasse ser de fato o original Marvel Boy. O desastre que vitimou seus criadores abalou o Cruzado, deixando-o demente e delirante.

## Poderes e habilidades
Durante sua carreira Marvel Boy utilizou dois diferentes pares de braceletes. Ambos manipulavam a gravidade e a luz; o segundo era mais forte do que o primeiro. Ele usava lentes de contato que o protegiam quando manipulava a luz para cegar e incapacitar seus oponentes. Graças ao controle gravitacional, ele podia voar. Os braceletes também o permitiam absorver e transformar radiação solar. Outros poderes eram superforça, resistência e durabilidade. Ele usava também um foguete-espaçonave projetado pelo pai Horace Grayson com base na tecnologia uraniana. 
A primeira arma que Marvel Boy ganhou dos uranianos era uma faixa para a cabeça que permitia controlar remotamente sua nave além de lhe conceder telepatia. Ele lia mentes, projetava imagens convincentes e dava ordens diretamente no cérebro de outros. Funcionando também como um scaner, podia diagnosticar a saúde de qualquer um a seu lado.
Marvel Boy teve a sua fisiologia humana alterada mas isso permaneceu sem explicação. É sabido que consegue respirar em atmosferas parecidas com a de Urano e para comer ele tem que distender o esôfago. Essas características, contudo, não eram naturais dos Eternos e não haviam sido vistas antes de "Agentes de Atlas".
Grayson é um excelente atleta e possui conhecimentos avançados de ciência e tecnologia graças a ter frequentado a Academia de Urano. Ele também é um piloto capaz de aeronaves e espaçonaves.

## Outras versões
No universo paralelo mostrado na revista What If #9 (junho de 1978), Marvel Boy era membro dos Vingadores da década de 1950. Eles lutaram contra o Garra Amarela e seu bando.